# Egg Harbor City
Egg Harbor City város az USA New Jersey államában,  Atlantic megyében. Lakosainak száma 4396 fő (2020. április 1.).

## Népesség
A település népességének változása:

| 2010 | 4 243 |
| 2020 | 4 396 |